# Sphex taschenbergi
Sphex taschenbergi är en biart som beskrevs av Paolo Magretti 1884.
Sphex taschenbergi ingår i släktet Sphex och familjen grävsteklar. Inga underarter finns listade i Catalogue of Life.